# Campeonato Mundial de Tenis de Mesa Adaptado
El Campeonato Mundial de Tenis de Mesa Adaptado es la máxima competición de tenis de mesa adaptado a nivel internacional. Es organizado desde 1990 por la Federación Internacional de Tenis de Mesa.

## Ediciones
| N.º  | Año  | Sede       | País          |
| ---- | ---- | ---------- | ------------- |
| I    | 1990 | Assen      | Países Bajos  |
| II   | 1998 | París      | Francia       |
| III  | 2002 | Taipéi     | Taiwán        |
| IV   | 2006 | Montreux   | Suiza         |
| V    | 2010 | Gwangju    | Corea del Sur |
| VI   | 2014 | Pekín      | China         |
| VII  | 2017 | Bratislava | Eslovaquia    |
| VIII | 2018 | Laško      | Eslovenia     |
| IX   | 2022 | Granada    | España        |